# Рижевич Наталія Миколаївна
Наталія Миколаївна Рижевич (нар. 4 березня 1977) — білоруська футболістка та футбольна тренерка.

## Клубна кар'єра
Перший тренер — Володимир Володимирович Самусевич. У 12 років Наталя розпочала грати за команду «Мінчанка». У 1992 році перейшла в Бобруйськ. У 1994 році стала капітаном команди «Трикотажниця» (в 1997 році команда перейменована в «Бобруйчанка»). Навчалася в академії фізвиховання. У 2003-2004 роках грала за ЖФК "Медик" (Польща). Забила м'яч у ворота «Подгоже» (Краків). У складі ЖФК «Медик» завоювала срібну медаль чемпіонату Польщі. У 2013 році завершила ігрову кар'єру, працювала тренером у ФК «Мінськ». Грала за футзальну команду, яка складається з ветеранок жіночого футболу Білорусі.

## Виступи за збірну
Забила перший м'яч в історії офіційних матчів збірної Білорусі в 1996 році (в ворота збірної Польщі). У 1998 році стала капітаном національної збірної. Станом на 2000 рік залишалася найпродуктивнішим нападником команди (125 голів), за що отримала прізвисько «Марадона». 8 травня 2008 року забила м'яч в ворота збірної Англії.

## Досягнення

### Клубна
«Лада» (Тольятті)
- Чемпіонат Росії
  -  Чемпіон (1): 2004

«Університет» (Вітебськ)
- Чемпіонат Білорусі
  -  Чемпіон (4): 2006, 2007, 2008, 2009

«Бобручанка»
- Чемпіонат Білорусі
  -  Чемпіон (3): 2010, 2011, 2012

«Мінськ»
- Чемпіонат Білорусі
  -  Чемпіон (1): 2013

## Виступи в єврокубках
| Клуб                     | Матчі | Забито м'ячів |
| ------------------------ | ----- | ------------- |
| «Університет» (Вітебськ) | 17    | 4             |
| «Бобруйчанка»            | 14    | 4             |
| «Лада» (Тольятті)        | 6     | 2             |
| Загалом                  | 37    | 10            |